# San Felices del Rudrón
San Felices del Rudrón es una localidad que está situada en el Valle del Rudrón
en la comarca administrativa de Páramos e integrado en el municipio de Tubilla del Agua.
El territorio del pueblo limita:
- Norte: Valdelateja
- Sur: Covanera
- Este: Nocedo
- Oeste: Sargentes de la Lora
- Localización en wikimapia

## Geografía
Situado en el Valle del Rudrón, a partir de este pueblo el valle comienza a estrecharse entre cortados rocosos de bastante profundidad, aunque a su lado izquierdo deja lugar para tierras más llanas que en el pasado se cultivaban.
La cima de las montañas que le rodean a derecha e izquierda del Rudrón alcanzan los 1000 metros. La parte superior es llana pues el páramo de La Lora y el Páramo de Masa circundan el pueblo al oeste y este.
En el barrio de Nápoles desemboca, en el río Rudrón, la torrentera denominada El Sargentón, aludiendo a su origen en Sargentes de la Lora y a la fuerza del agua al salvar un alto desnivel.

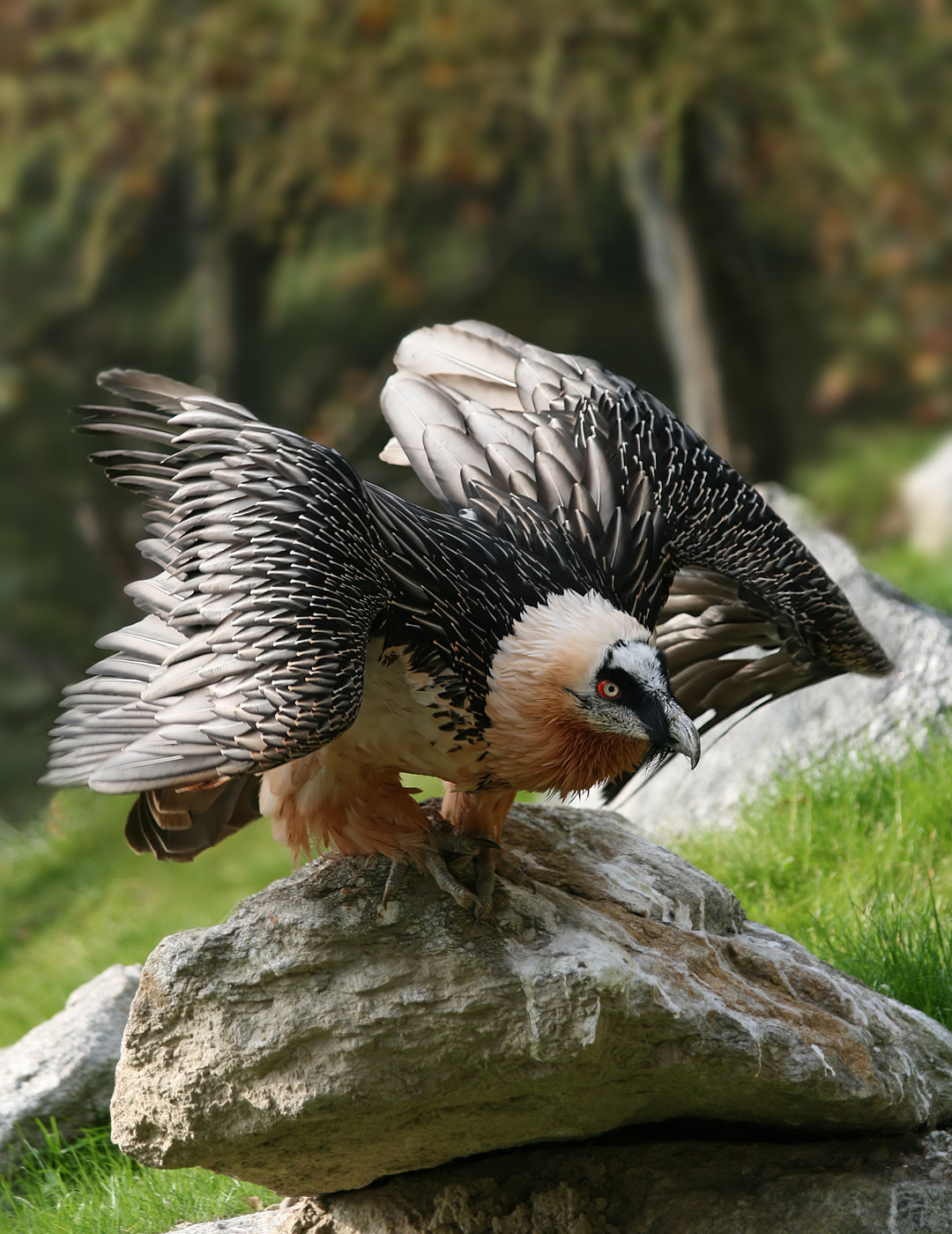
Quebrantahuesos. Existente en el Valle del Rudrón hasta el. En San Felices anidaba.

## El pueblo
Está situado a la margen izquierda del Rudrón. Al estrecharse el Valle del Rudrón por la zona de ubicación del pueblo,  parte está en ladera.
Una de las razones por las que el pueblo tiene tal ubicación es que así evitaba las crecidas del río y además se aprovechaba de una fuente próxima. Alrededor de los peñascos es fácil ver buitres.

### Barrio de Nápoles
Al lado de la carretera y un poco alejado del pueblo está este barrio de nombre sugerente.

## Vías de comunicación
Por el pueblo pasa la   N-623  y sale la  BU-V-6222  que atraviesa La Lora y llega hasta Basconcillos del Tozo, con 25 km de recorrido.

## Historia
La primera mención escrita es de 1160 y la encontramos en un documento de la Catedral de Burgos. Dña. Sancha dona al abad de San Cristóbal de Ibeas de Juarros diversos bienes, entre los que se encuentran algunos que poseía en “Sancto Felicis”.
En 1843 contaba con 15 hogares y 63 habitantes.
Entre el censo de 1857 y el anterior, este municipio desaparece porque se integra en el municipio de Tubilla del Agua.

### Edad Contemporánea

#### Segunda República
- La represión del bando sublevado durante la guerra civil fue inmisericorde. No en vano en el ayuntamiento en el que está integrado este pueblo, que es el ayuntamiento de Tubilla del Agua, junto con Escalada y Arija fueron los tres únicos municipios al noroeste de esta provincia, donde ganó el Frente Popular en las elecciones de febrero de 1936. Pocos meses después las consecuencias no se hicieron esperar.
- Por otra parte, en una acción de comando las tropas republicanas tomaron este pueblo al bando sublevado; cuando lo volvió a recuperar el bando sublevado contra la República, tomaron represalias consistentes en asesinatos numerosos.
- Tales asesinatos fueron muy significativos pues al ser un pueblo muy pequeño y matar a 6 personas la conmoción fue muy intensa tanto en este pueblo como en todo el ayuntamiento y en todo el Valle del Rudrón.

| C | Lugar    | Fecha      | Apellidos y nombre            | Edad | Natural                 | Domiciliado            | Profesión | Estado civil |                   |
| - | -------- | ---------- | ----------------------------- | ---- | ----------------------- | ---------------------- | --------- | ------------ | ----------------- |
| P | Covanera | 09/12/1936 | Arroyal Fernández, Crisantos  | N/c  | Villanueva de Odra      | San Felices del Rudrón | Albañil   | C            | Bandera de España |
| D | N/c      | N/c        | Fernández Seco, Marcelino     | 69   | San Cristóbal del Monte | San Felices del Rudrón | Labrador  | V            | Bandera de España |
| D | N/c      | N/c        | Gil Ruiz, José                | 57   | Cortiguera              | San Felices del Rudrón | Labrador  | C            | Bandera de España |
| P | N/c      | N/c        | Santamaría Hidalgo, Obdulia   | 49   | San Felices del Rudrón  | San Felices del Rudrón | Labradora | C            | Bandera de España |
| P | N/c      | N/c        | Santamaría Ruiz, Cipriano     | 29   | San Felices del Rudrón  | San Felices del Rudrón | Labrador  | C            | Bandera de España |
| P | N/c      | N/c        | Santamaría Ruiz, Andrés Pablo | 30   | San Felices del Rudrón  | San Felices del Rudrón | Labrador  | S            | Bandera de España |

## Toponimia
Su nombre viene del santo, probablemente traído por los primeros pobladores del lugar: San Felices, ermitaño de Bilibio, en La Rioja. También procede de La Rioja otros términos de la toponimia menor como La Rad.

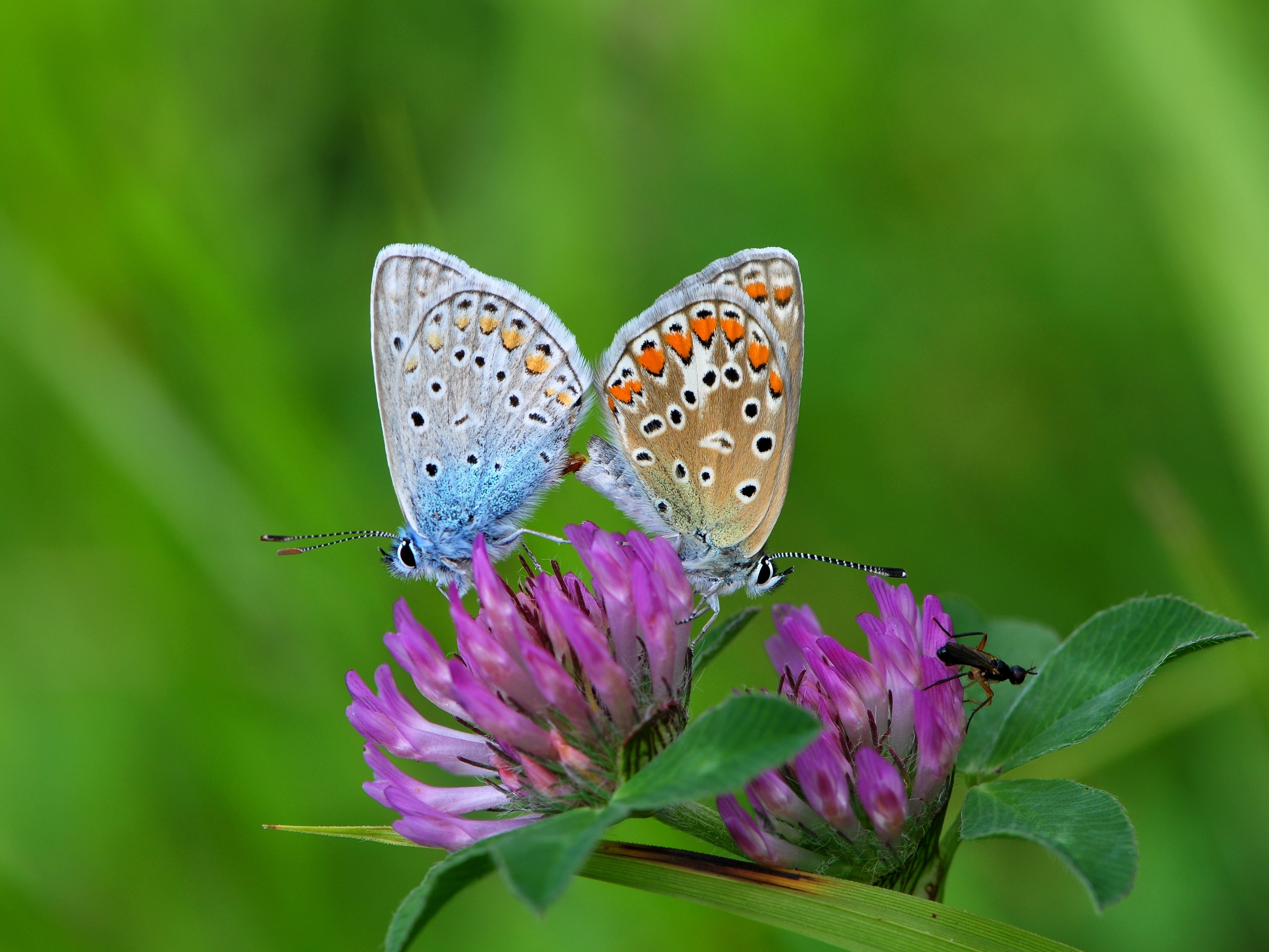
La mariposa Polyommatus icarus presente en el Valle del Rudrón.

## Fiestas
San Pedro Advíncola: 1 de agosto. San Felices era el titular de la iglesia hasta que se produce un cambio porque el 1 de agosto (día en que se celebraba la fiesta de San Felices) pasa a celebrarse San Pedro ad víncula y el retablo de la iglesia se hace con este último motivo.

## Edificios de interés
La iglesia actual se construyó a finales del siglo XV o principios del XVI. Sus arcos son ojivales, pero conserva una pila románica y dos ventanas del mismo estilo.